# Miniophyllodes sikorai
Miniophyllodes sikorai là một loài bướm đêm trong họ Noctuidae.